# Enzo Trulli
Enzo Trulli, född 15 april 2005 i Pescara, är en italiensk racerförare. Han är 2021 Formel 4 UAE-mästare och tävlar för närvarande för Carlin Motorsport i Euroformula Open Championship.
Han är son till Formel 1-tävlingsvinnaren Jarno Trulli.